# 2-point conversion
2-point conversion er et begreb i amerikansk fodbold, hvor et hold i stedet for at prøve at lave et field goal og få ét point efter at have scoret et touchdown, forsøger at score to point ved, at holdet, der lavede et touchdown, løber bolden fra scrimmage til modstanderens endzone igen. 
2-point conversion er en af to måder, hvorpå et hold kan score ekstra point på, efter at have scoret et touchdown. Det er dog sværere og mere risikabelt at lave to point ved en 2-point conversion i stedet for blot ét point ved et field goal, hvorfor de fleste hold går efter at lave kun et enkelt point ved et field goal.[kilde mangler]